# Lietgarda de Borgonya
Lietgarda de Borgonya (o Letgarda) fou una noble borgonyona filla i hereva de Gilbert de Chalon, comte de Chalon, d'Autun, de Beaune, de Troyes, d'Avallon, de Dijon, i comte principal de Borgonya, dominis en el que Letgarda, com a filla gran, el va succeir vers el 956. La seva mare era Ermengarda (o Adelaida o Elengarda segons les fonts) d'Autun o de Borgonya. Tenia almenys una germana Adelaida o Alix o Wera de Chalon (vers 914/928 - ver 967/987), casada al comte de Meaux Robert I de Vermandois.
El 955, poc abans de morir el seu pare, la va casar amb el jove Otó comte d'Auxerre que fou duc de Borgonya com a Otó I de Borgonya. Els comtats de Letgarda que Otó va poder conservar, van integrar el ducat de Borgonya. No se l'esmenta després del 960.